# General de brigada
General de brigada (pré-AO 1990: general-de-brigada) é um posto de oficial general, existente nas forças armadas e nas forças de segurança de diversos países. Normalmente, corresponde ao código OF-6 (general de uma estrela) ou ao código OF-7 (general de duas estrelas) da OTAN, situando-se hierarquicamente entre os postos de coronel e de general de divisão. Atualmente existem 97 generais de brigada na ativa no Exército Brasileiro.
Tradicionalmente, a um general de brigada é atribuído o comando de uma brigada.

## História
Até ao final do século XVIII, em grande parte dos exércitos da Europa, existiam dois postos de oficial aos quais poderia competir o comando de uma brigada: o de major-general (designado "marechal de campo" nos países de línguas românicas) e o de brigadeiro (designado "brigadeiro-general" em alguns países). Os atuais postos de general de brigada, têm origem naqueles antigos postos.
Tipicamente, o posto de major-general ou marechal de campo era considerado o primeiro posto permanente de oficial general. Já o posto de brigadeiro era normalmente uma graduação temporária atribuída a um coronel durante o tirocínio para oficial general ou durante o exercício de um comando especial, não sendo frequentemente considerado como fazendo parte da categoria dos generais. Em grande parte dos exércitos, o distintivo do posto de major-general ou marechal de campo consistia em duas estrelas e o do posto de brigadeiro numa única estrela.
Os postos de general de brigada começaram a ser criados no final do século XVIII, quando vários exércitos iniciaram reformas nos seus sistemas de postos de oficiais generais. Alguns exércitos optaram por extinguir os seus postos de brigadeiro ou brigadeiro-general, redesignando como "general de brigada" os seus postos de oficial general de duas estrelas. O primeiro destes casos foi o da França revolucionária, que, em 1793, extinguiu o posto de brigadeiro, passando o posto de marechal de campo a designar-se "general de brigada".
Outros países, optaram por manter o posto de brigadeiro, mas integraram-no na categoria dos generais (nos casos em que antes não o estava) e alteraram-lhe a designação para "general de brigada".
Nos países em que o posto de general de brigada evoluiu a partir do de major-general ou de marechal de campo, o seu distintivo passou a consistir normalmente em duas estrelas. Este é ainda hoje o caso do Brasil, França e de vários outros países da América Latina, bem como de Portugal entre 1864 e 1911. Nos países em que o posto de general de brigada evoluiu a partir do posto de brigadeiro, o distintivo consiste normalmente numa única estrela.

## Distintivos de general de brigada

### Distintivos nos exércitos

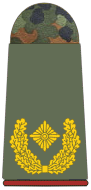
Alemanha: Brigadegeneral
Argentina: General de brigada
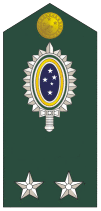
Brasil: General de brigada
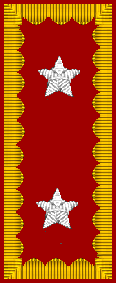
Chile: General de brigada
Espanha: General de brigada
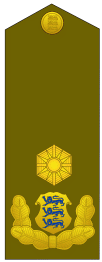
Estónia: Brigaadikindral
França: Général de brigade
Itália: Generale di brigata
Japão: Rikushōho
Países Baixos: Brigadegeneraal
Portugal: Major general
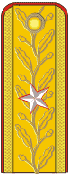
Roménia: General de brigadă
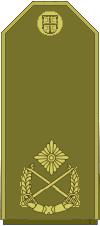
Sérvia: Бригадни Генерал [Brigadni general]
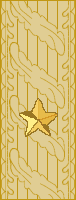
Suécia: Brigadgeneral

### Distintivos nas força aéreas

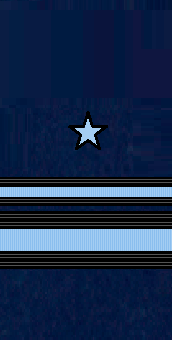
Chile: General de Brigada Aérea
Dinamarca: Brigadegeneral
Espanha: General de brigada
França: Général de brigade aérienne
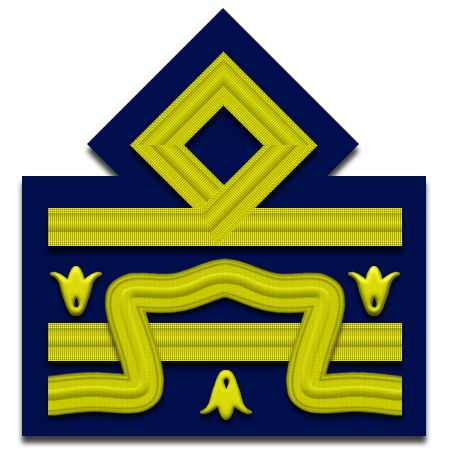
Itália: Generale di Brigata Aerea
Japão: Kūshōho
Polónia: General Brygady
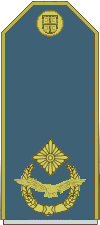
Sérvia: Бригадни Генерал [Brigadni general]

## General de brigada por países

### Brasil
No Exército Brasileiro, o general de brigada é o posto mais baixo do círculo dos oficiais generais, abaixo do general de divisão. O título se origina do posto de brigadeiro, utilizado no Exército até 1890. Um general de brigada atualmente comanda uma brigada ou exerce atribuições de estado-maior e administrativas de alto nível.

### Portugal
O posto de general de brigada existiu no Exército Português entre 1864 e 1911. Ao ser criado, o posto substituiu os anteriores postos de brigadeiro e de major-general (designado "marechal de campo" até 1862). O posto foi extinto em 1911, altura em que passou a haver um único posto de oficial general no Exército Português. Em 1947, o posto de brigadeiro (restaurado em 1929) passou a estar inserido na categoria de oficial general, com as mesmas caraterísticas do antigo posto de general de brigada. Em 1999, o posto voltou ser designado "major-general".
Quando da criação da Força Aérea Portuguesa, em 1952, estava prevista a existência do posto de general de brigada ao qual competia o comando de uma brigada aérea. O posto situava-se hierarquicamente entre o de coronel e o de general. Contudo, logo em 1956, o posto general de brigada foi substituído pelo de brigadeiro.